# Lufthansa Italia
Lufthansa Italia S.p.A. war eine italienische Tochtergesellschaft der Deutschen Lufthansa AG mit Sitz in Mailand und Basis auf dem Flughafen Mailand-Malpensa.

## Geschichte
Die Deutsche Lufthansa AG bzw. deren Hauptgesellschaft Lufthansa Passage nahm am 2. Februar 2009 unter dem Markennamen Lufthansa Italia den Flugbetrieb von Mailand-Malpensa aus mit zwei Flugzeugen auf.  Mit der neuen Tochtergesellschaft beabsichtigte Lufthansa, den lukrativen norditalienischen Markt besser zu erschließen, die Ausstattung der Flugzeuge und der Bordservice waren dazu auch auf den italienischen Markt abgestimmt, so wurde beispielsweise in der Business Class italienischer Espresso serviert. Jedoch habe es keinen Zusammenhang zwischen der Privatisierung der Alitalia und der Gründung der Lufthansa Italia gegeben. Allerdings hat Alitalia ihre Flugverbindungen von Mailand-Malpensa infolge ihrer eigenen Neugründung drastisch reduziert.
Sukzessive sollte eine eigenständige Fluggesellschaft Lufthansa Italia S.p.A. die Strecken von der Deutschen Lufthansa übernehmen. Seit dem 11. Januar 2011 verfügte Lufthansa Italia über ein eigenes italienisches Air Operator Certificate und wurde seitdem in der Liste der italienischen Fluggesellschaften der Luftfahrtbehörde ENAC aufgeführt.
Im Zuge der Neuausrichtung des Italiengeschäfts beschloss die Konzernmutter im Mai 2011, die Marke Lufthansa Italia nur noch bis zum 29. Oktober 2011 weiterzuführen. Im Gegenzug solle das Angebot der Lufthansa selbst sowie der Air Dolomiti auf dem italienischen Markt ausgebaut werden.
Als letzter planmäßiger Flug der Lufthansa Italia landete LH3627 am 29. Oktober 2011 um 16:35 Uhr aus Palermo kommend in Mailand-Malpensa, der mit dem Airbus 319-100 mit dem Luftfahrzeugkennzeichen D-AKNJ durchgeführt wurde.

## Flugziele

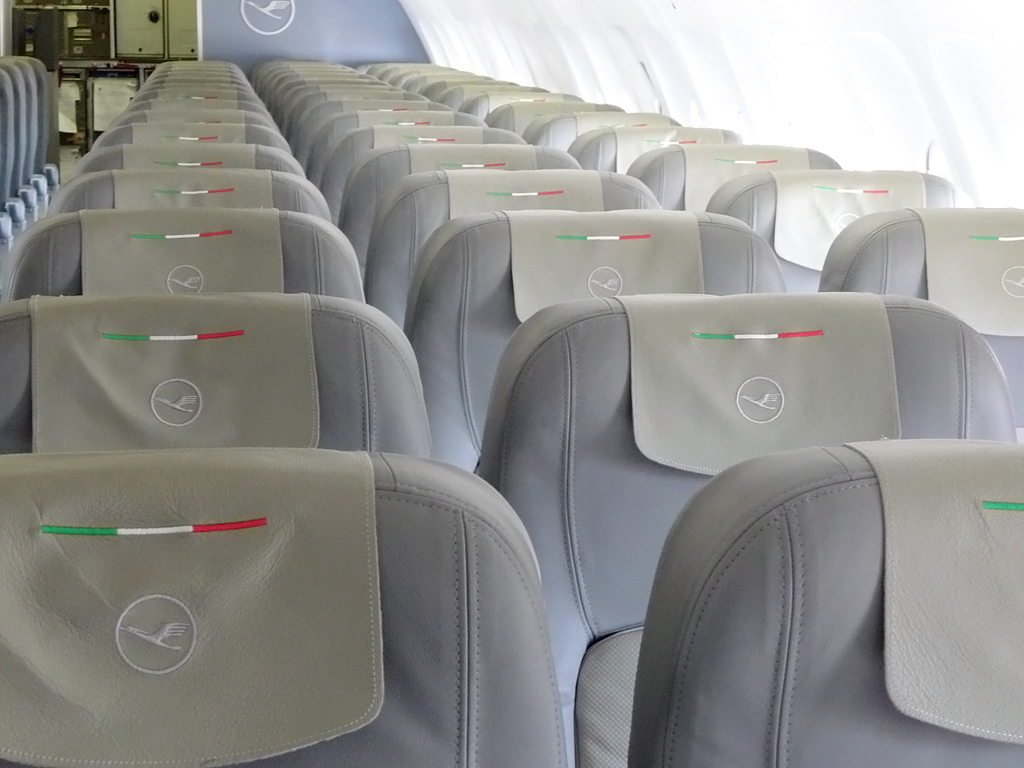
Kabine eines Airbus A319-100 der Lufthansa Italia

Lufthansa Italia hat am 2. Februar 2009 vom Flughafen Mailand-Malpensa aus Flüge nach Barcelona und Paris-Charles de Gaulle aufgenommen. Am 2. März 2009 folgten Brüssel, Budapest, Bukarest und Madrid. Seit 29. März 2009 flog Lufthansa Italia zusätzlich nach Lissabon und London-Heathrow, die Frequenzen nach Brüssel wurden aufgestockt (die Strecke wurde inzwischen jedoch eingestellt). Saisonal wurden von Mailand-Malpensa unter anderem Bari, Neapel, Olbia und Palermo angeflogen. Seit dem 31. Oktober 2010 wurde auch Prag bedient. Zwischenzeitlich wurden auch Stockholm und Warschau von Mailand aus angeflogen.
Ab dem 1. April 2009 trat Lufthansa Italia auch auf inneritalienischen Verbindungen in direkte Konkurrenz zu Alitalia. Die Verbindung von Mailand nach Rom ist jedoch bereits vor der Einstellung des Flugbetriebs wieder aufgegeben worden. 

## Flotte

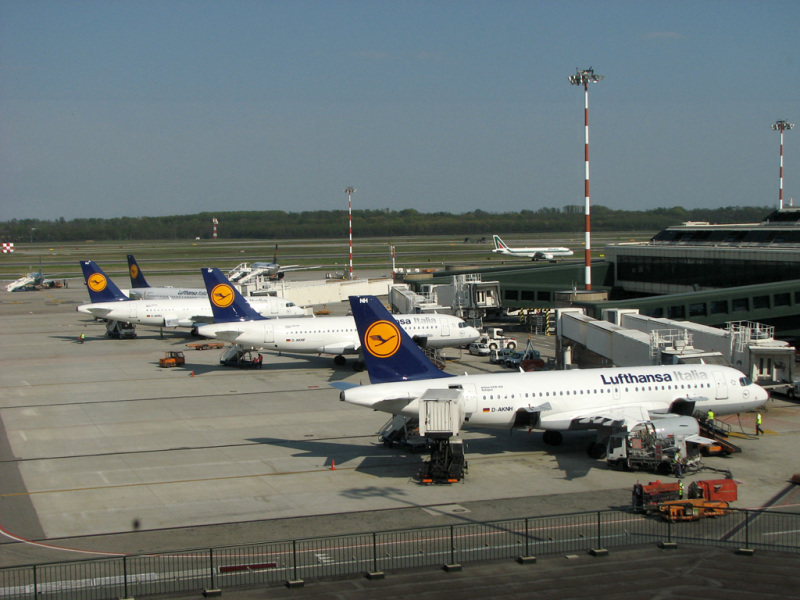
Mehrere Airbus A319-100 der Lufthansa Italia auf ihrer Basis in Mailand

Mit Stand Januar 2011 bestand die Flotte der Lufthansa Italia aus acht Flugzeugen, die durch Lufthansa Passage betrieben wurden:
| Flugzeugtyp     | Anzahl | bestellt | Anmerkungen                              | Sitzplätze |
| --------------- | ------ | -------- | ---------------------------------------- | ---------- |
| Airbus A319-100 | 08     |          | übernommen von Lufthansa und Germanwings | 138        |
| Gesamt          | 8      | -        |                                          |            |

Fünf dieser Flugzeuge (Luftfahrzeugkennzeichen D-AKNF bis D-AKNJ) stammten von der Lufthansa-Tochter Germanwings, drei weitere (Kennzeichen D-AILF, D-AILH und D-AILI) von Lufthansa Passage selbst. Diese wurden vom Drehkreuz München abgezogen. Zwei weitere A319, welche Lufthansa Passage zur Verfügung gestellt hatte, sind seit Juli 2009 wieder im regulären Dienst der Lufthansa, ebenso ist ein zwischenzeitlich durch bmi für Lufthansa Italia betriebener A319 dorthin zurücküberstellt worden.
Die Flugzeuge trugen, wie bei der Lufthansa üblich, Städtenamen als Taufnamen. Die ersten beiden Flugzeuge wurden „Milano“ (D-AKNJ) und „Varese“ (D-AKNG) genannt, weitere heißen „Torino“ (D-AKNF), „Bologna“ (D-AKNH), „Genova“ (D-AKNI) und „Roma“ (D-AILI, zuvor „Ingolstadt“). Ein Flugzeug (D-AILH) hat seinen Lufthansa-Namen „Norderstedt“ behalten.